# Belonogaster betsileo
Belonogaster betsileo är en getingart som beskrevs av Hensen och Blommers 1987. Belonogaster betsileo ingår i släktet Belonogaster och familjen getingar. Inga underarter finns listade.